# Museu de Arte Contemporânea da Universidade de São Paulo
Het Museu de Arte Contemporânea da Universidade de São Paulo (MAC-USP) is een museum voor moderne en hedendaagse kunst in de Braziliaanse stad São Paulo.

## Geschiedenis
Het museum is in 1963 gesticht na de opheffing van het oorspronkelijke Museu de Arte Moderna de São Paulo van 1948. De volledige collectie werd in 1963 overgedragen aan de Universiteit van São Paulo. Tot 1992 was het museum gehuisvest op de derde verdieping van het paviljoen in het Parque do Ibirapuera, waar de Biënnale van São Paulo eveneens plaatsvond. In 1985 startte de bouw van een nieuwe vestiging op de campus van de universiteit. De opening van het nieuwe museum was in 1992. Vervolgens is het museum nogmaals verhuisd in 2012 naar de huidige locatie naast het Parque do Ibirapuera. Op de bovenste verdieping is een restaurant en een terras met panoramisch uitzicht op de stad en het park. In het park zijn meer musea te bezoeken. Het park is te bereiken via een voetgangersbrug over de nabij gelegen snelweg.

## Collectie
Tot de museumcollectie behoren werken van internationale schilders en beeldhouwers, waarbij alle moderne kunststromingen zijn vertegenwoordigd met onder anderen: Josef Albers, Karel Appel, Hans Arp, Willi Baumeister, Joseph Beuys, Max Bill, Roger Bissière, Umberto Boccioni, Georges Braque, Alexander Calder, Marc Chagall, Giorgio de Chirico, César Domela, Raoul Dufy, Max Ernst, Lucio Fontana, Albert Gleizes, George Grosz, Hans Hartung, Barbara Hepworth, Wassily Kandinsky, Paul Klee, Käthe Kollwitz, Wifredo Lam, Henri Laurens, Fernand Léger, Alfred Manessier, Marino Marini, Henri Matisse, Roberto Matta, Joan Miró, Amedeo Modigliani, Henry Moore, Giorgio Morandi, Eduardo Paolozzi, Constant Permeke, Francis Picabia, Pablo Picasso, Serge Poliakoff, Robert Rauschenberg, Germaine Richier, Kurt Schwitters, Jesús Rafael Soto, Frank Stella, Jean Tinguely, Antoni Tàpies en Victor Vasarely.

## Beeldenpark
Op de oude locatie van het museum op de campus van USP staat nog steeds het door het museum aangelegde beeldenpark.